# Wargacz melops
Wargacz melops (Symphodus melops) – gatunek ryby z rodziny wargaczowatych (Labridae).

## Występowanie
Występuje w północnym Atlantyku od Wielkiej Brytanii i środkowej Norwegii do Maroka i Azorów, zachodnie rejony Morza Śródziemnego i Adriatyk.
Ryba żyjąca nad dnem skalistym, silnie porośniętym glonami i na łąkach trawy morskiej, na głębokości do 30 m.

## Opis
Dorasta maksymalnie do 25 cm, najczęściej jednak nie większe niż 16 cm. Ciało owalne o dużej głowie i długim, spiczastym pysku.  Mały otwór gębowy z grubymi wargami. Szczęki daleko wysuwalne na każdej z nich uzębienie w postaci rzędu  spiczastych, zakrzywionych zębów, kość podniebienia bezzębna, natomiast dolna kości gardłowe zrośnięte w silną płytkę żującą. Łuski duże, koliste, wzdłuż  linii bocznej od 31 do 37 łusek przebiegających równolegle do linii grzbietu. Płetwa grzbietowe długa, niepodzielona podparta 14–17 twardymi i 8–11 miękkimi promieniami. Płetwa odbytowa podparta 3 twardymi i 8–11 miękkimi promieniami.
Ubarwienie bardzo zmienne. Samce zielone, brązowe, czerwonawe lub żółte  z połyskującymi paskami na pokrywie skrzelowej. Samice z ciemnobrązowymi plamami. Za tylnym brzegiem oka niebieskoczarna plama w kształcie półsiężyca. Na trzonie ogonowym na lub nieco poniżej linii bocznej widoczna czarna plama, w przypadku ryb ciemno ubarwionych słabo widoczna.

## Odżywianie
Odżywia się drobnymi skorupiakami i mięczakami.

## Rozród
Tarło odbywa się od kwietnia do lipca. Ikra składana jest do gniazd zbudowanych z fragmentów glonów.